# مشية الحمامة
مشية الحمامة (بالإنجليزية: Pigeon gait)‏ هي أحد أشكال تشوه المشية، حيثُ تظهر على شكل تشوهات التوائية مع وجود خلل التنسج الوركي الخلقي.